# Aşağıpiribeyli, Emirdağ
Aşağıpiribeyli là một thị trấn thuộc huyện Emirdağ, tỉnh Afyonkarahisar, Thổ Nhĩ Kỳ. Dân số thời điểm năm 2011 là 1.324 người.